# Гроздана Белић-Пенезић
Гроздана Зина Белић Пенезић (Сарајево, 9. март 1920 — Београд, 28. август 1984), учесница Народноослободилачке борбе и друштвено-политичка радница Социјалистичке Републике Србије.

## Биографија
Рођена је 9. марта 1920. године у Сарајеву. Њени родитељи, Радоје и Даринка, су поред ње имали још два сина — старијег Живана и млађег Радована.
Пре Другог светског рата, као студенткиња економије је била веома активна у студентском револуционарном покрету на Београдском универзитету. У чланство Комунистичке партије Југославије (КПЈ) примљена је 1940. године.
После окупације Краљевине Југославије, априла 1941. године, била је један од специјалних курира Централног комитета Комунистичке партије Југославије.
Учесница је Народноослободилачке борбе од 1941. године. До краја 1942. године, се налазила на разним одговорним функцијама у Врховном штабу Народноослободилачке војске и партизанских одреда Југославије, а затим је била члан Политичког одељења Друге пролетерске ударне бригаде. Била је члан Бироа Централног комитета Савеза комунистичке омладине Југославије (СКОЈ).
После ослобођења Југославије, од 1948. године до пензионисања 1967. године, радила је као службеница у Централном комитету Савеза комуниста Југославије.
Умрла је 28. августа 1984. године у Београду и сахрањена у породичној гробници на острву Рабу.
Била је супруга високог државно-партијског функционера и народног хероја Слободана Пенезића Крцуна, са којим је имала троје деце — синове Срђана и Рељу и ћерку Виду.
Носилац је Партизанске споменице 1941. и других југословенских одликовања, међу којима су — Орден заслуга за народ са сребрним зрацима, Орден братства и јединства са сребрним венцем и Орден рада са златним венцем.